# 골룸 브라우저
골룸 브라우저(Gollum browser)는 위키백과의 문서만 열 수 있는 간단한 웹 브라우저이다. 일반적인 웹 브라우저의 모양은 같으며, 주소창에는 위키백과 검색창과 같은 역할을 해, 문서 이름을 쓰고 열기 버튼을 누르면 자동적으로 해당 문서로 이동한다. Harald Hanek(하랄드 헤넥)이 2005년 PHP와 Ajax를 이용하여 개발했다.
골룸 브라우저는 한국어와 같은 영어 이외에도 많은 외국어를 지원하는데, 대부분 많은 번역자들의 기여를 통해 이루어진 것으로, 한국어 번역자는 정지용이다.